# 554 هـ
554 هـ هي سنة في التقويم الهجري امتدت مقابلةً في التقويم الميلادي بين سنتي 1159 و1160.

## وفيات
- سيف الدين غازي